# Quyết Thắng, Sơn Dương
Quyết Thắng là một xã cũ thuộc huyện Sơn Dương cũ, tỉnh Tuyên Quang, Việt Nam.

## Diện tích, dân số
Xã có diện tích 12,56 km², dân số năm 1999 là 3198 người, mật độ dân số đạt 255 người/km².